# アルメニアの副大統領
アルメニアの副大統領（アルメニアのふくだいとうりょう、アルメニア語: ՀՀ փոխնախագահ）は、1991年に創設された政府の役職である。1995年憲法が1996年2月に施行され、廃止された。

## 歴代の副大統領
| 代数 | 肖像 | 名                     | 就任           | 退任         |
| ---- | ---- | ---------------------- | -------------- | ------------ |
| 1    |      | ガギク・ハルチュニャン | 1991年10月16日 | 1996年2月6日 |